# خدیجه غایبوا

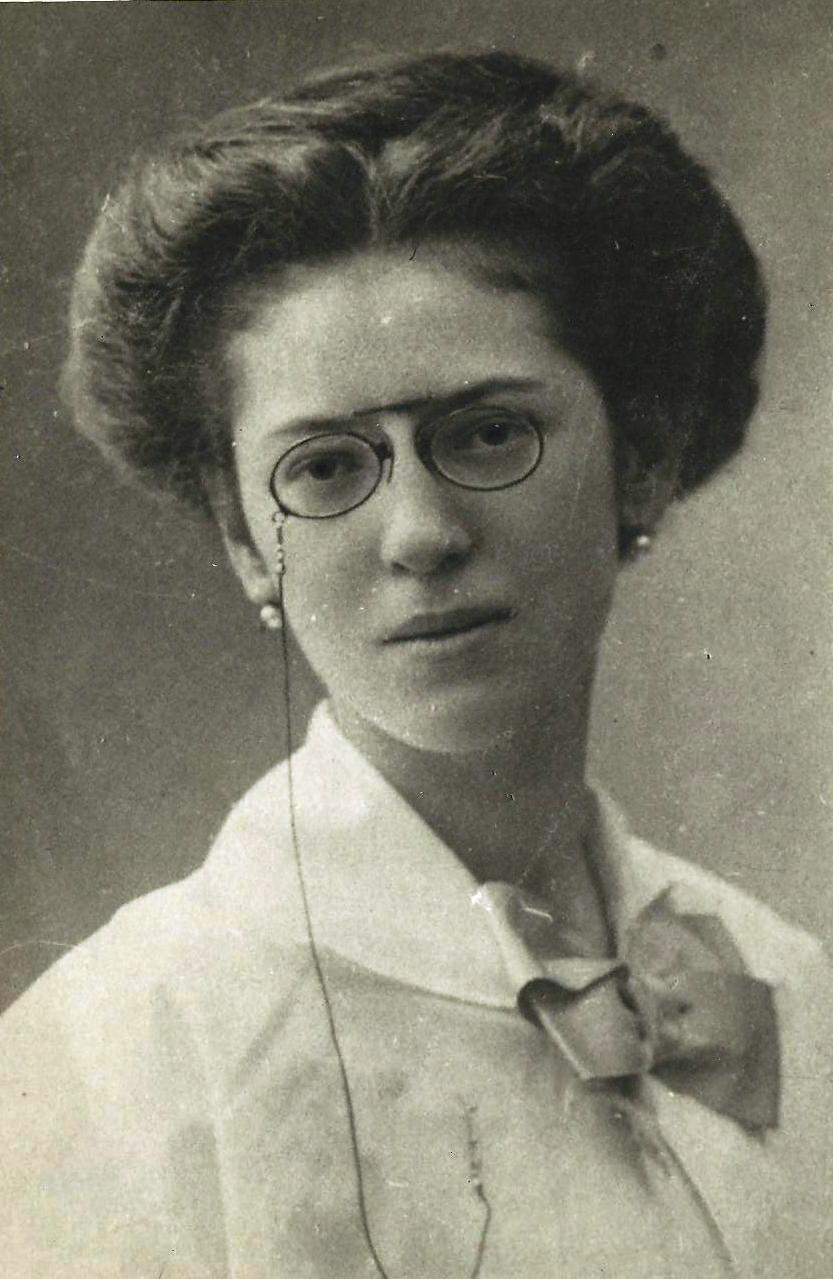
خدیجه غایبوا

خدیجه غایبوا (به ترکی آذربایجانی: Xədicə Qayıbova) (۲۴ می ۱۸۹۳–۲۷ اکتبر ۱۹۳۸) نوازنده پیانو اهل آذربایجان شوروی بود. از او به عنوان نخستین کسی که موسیقی مقامی را در پیانو اجرا نمود یاد می‌شود. خدیجه در جریان پاکسازی‌های دوران استالین موسوم به پاکسازی بزرگ دو بار به اتهام فعالیت‌های ضدانقلابی و خرابکارانه دستگیر شد. در مرتبه اول به دلیل عدم وجود شواهد کافی آزاد شد و در مرتبه دوم دستگیری طی دادگاهی پانزده دقیقه‌ای به اعدام توسط جوخه آتش محکوم شد. حکم اعدام او در شهر باکو به اجرا درآمد.
در سال ۱۹۵۶ پرونده او با درخواست دخترش مجدداً بررسی شد و او به‌طور رسمی تبرئه شد.